# Elisabeth-Selbert-Preis
Der Elisabeth-Selbert-Preis wird seit 1983 von der Hessischen Landesregierung verliehen. Er würdigt hervorragende wissenschaftliche Leistungen, die das Verständnis für die besondere Situation der Frau in der Gesellschaft fördern. Elisabeth Selbert ist als eine der vier „Mütter des Grundgesetzes“ insbesondere für die Entwicklung und Durchsetzung des Gleichberechtigungsgrundsatzes in der bundesdeutschen Verfassung bekannt geworden. Darüber hinaus war sie an der Erstellung der Hessischen Verfassung beteiligt und setzte sich in zahlreichen anderen verfassungsrechtlichen Fragen für die Rechte von Frauen ein. In der Nachkriegszeit baute sie ein demokratisches Justizwesen mit auf. Initiiert wurde der Preis von Inge Sollwedel.
Bis 2003 wurde der Preis jährlich und nur an in Hessen lebende Frauen vergeben, seither im Zweijahresrhythmus und an bundesweit lebende Männer und Frauen. Seit 2005 gibt es neue Richtlinien dazu. Der Preis ist mit 10.000 Euro dotiert.

## Preisträgerinnen
- 1983: Inge Kurtz, Barbara Sichtermann, Ursula Maria Wartmann, Gisela Wülffing
- 1984: Margrit Brückner, Angelika Buschkühl, Karin Stuhlert
- 1985: Eva Koch-Klenske, Jutta Roitsch, Cora Stephan
- 1986: Claudia Bier-Fleiter, Ulrike Growe, Gunhild Gutschmidt, Ilka Riemann
- 1987: Susanne Bittorf, Elisabeth Kiderlen, Esther Schapira
- 1988: Vera Slupik
- 1989: Helga Dierichs, Katharina Sperber
- 1990: Ute Enders-Dragässer, Claudia Fuchs, Elisabeth Koch, Ellen Lorentz
- 1991: Gabi Lampert, Redaktion Frankfurter Frauenblatt
- 1992: Mechthild Veil
- 1993: Angelika F. Pfalz, Astrid Springer
- 1994: Gabriele Frohnhaus, Martina Ritter
- 1995: Martina I. Kischke, Team Radio unfrisiert
- 1996: Marijon Kayßer, Elke Zimprich
- 1997: Ulrike Holler, Dagmar Klein
- 1998: Hiltrud Schröter, Ulrike Thomas
- 1999: Monika Held, Kerstin Kilanowski, Rosvita Krausz
- 2000: Gülay Caglar, Silvia Kordes, Sibylle Gienger, Martina Sproll
- 2001: Brigitte Bohnke, Redaktionsteam von Ariadne
- 2002: Kerstin Wolff, Stefanie Wöhl
- 2003: Elke Jonigkeit, Martina Keller
- 2006: Gisela Erler, Elke Schüller
- 2007: Maria von Welser
- 2009: Serap Çileli
- 2011: Hannelore Ratzeburg
- 2013: Otti Geschka
- 2015: Uschi Madeisky, Ulla Ziemann, Erica von Moeller, Juliane Thevissen
- 2017: Gabriele Möhlke
- 2019: Birgit Schäfer, Anja Braselmann
- 2021: Vera Regitz-Zagrosek